# Lista chorążych reprezentacji Islandii na igrzyskach olimpijskich
Lista chorążych reprezentacji Islandii na igrzyskach olimpijskich – lista zawodników i zawodniczek reprezentacji Islandii, którzy podczas ceremonii otwarcia nowożytnych igrzysk olimpijskich nieśli flagę islandzką.

## Chronologiczna lista chorążych
| Lp. | Rok i miejsce           | Chorąży                     | Dyscyplina            |
| --- | ----------------------- | --------------------------- | --------------------- |
| 1   | 1908, Londyn            | b.d.                        |                       |
| 2   | 1912, Sztokholm         | b.d.                        |                       |
| 3   | 1936, Berlin            | Kristján Vattnes            | Lekkoatletyka         |
| 4   | 1948, Sankt Moritz      | Hermann Stefánsson          |                       |
| 5   | 1948, Londyn            | Finnbjörn Þorvaldsson       | Lekkoatletyka         |
| 6   | 1952, Oslo              | Gísli Benóný Kristjánsson   |                       |
| 7   | 1952, Helsinki          | Friðrik Guðmundsson         | Lekkoatletyka         |
| 8   | 1956, Cortina d’Ampezzo | Valdimar Örnólfsson         |                       |
| 9   | 1956, Melbourne         | Vilhjálmur Einarsson        | Lekkoatletyka         |
| 10  | 1960, Squaw Valley      | Kristinn Benediktsson       | Narciarstwo alpejskie |
| 11  | 1960, Rzym              | Pétur Rögnvaldsson          | Lekkoatletyka         |
| 12  | 1964, Innsbruck         | Valdimar Örnólfsson         |                       |
| 13  | 1964, Tokio             | Valbjörn Þorláksson         | Lekkoatletyka         |
| 14  | 1968, Grenoble          | Kristinn Benediktsson       | Narciarstwo alpejskie |
| 15  | 1968, Meksyk            | Guðmundur Hermannsson       | Lekkoatletyka         |
| 16  | 1972, Monachium         | Geir Hallsteinsson          | Piłka ręczna          |
| 17  | 1976, Innsbruck         | Árni Óðinsson               | Narciarstwo alpejskie |
| 18  | 1976, Montreal          | Óskar Jakobsson             | Lekkoatletyka         |
| 19  | 1980, Lake Placid       | Haukur Sigurðsson           | Biegi narciarskie     |
| 20  | 1980, Moskwa            | Birgir Borgþórsson          | Podnoszenie ciężarów  |
| 21  | 1984, Sarajewo          | Nanna Leifsdóttir           | Narciarstwo alpejskie |
| 22  | 1984, Los Angeles       | Einar Vilhjálmsson          | Lekkoatletyka         |
| 23  | 1988, Calgary           | Einar Ólafsson              | Biegi narciarskie     |
| 24  | 1988, Seul              | Bjarni Friðriksson          | Judo                  |
| 25  | 1992, Albertville       | Ásta Halldórsdóttir         | Narciarstwo alpejskie |
| 26  | 1992, Barcelona         | Bjarni Friðriksson          | Judo                  |
| 27  | 1994, Lillehammer       | Ásta Halldórsdóttir         | Narciarstwo alpejskie |
| 28  | 1996, Atlanta           | Jón Arnar Magnússon         | Lekkoatletyka         |
| 29  | 1998, Nagano            | Theódóra Mathiesen          | Narciarstwo alpejskie |
| 30  | 2000, Sydney            | Guðrún Arnardóttir          | Lekkoatletyka         |
| 31  | 2002, Salt Lake City    | Dagný Linda Kristjánsdóttir | Narciarstwo alpejskie |
| 32  | 2004, Ateny             | Guðmundur Hrafnkelsson      | Piłka ręczna          |
| 33  | 2006, Turyn             | Dagný Linda Kristjánsdóttir | Narciarstwo alpejskie |
| 34  | 2008, Pekin             | Örn Arnarson                | pływanie              |
| 35  | 2010, Vancouver         | Björgvin Björgvinsson       | Narciarstwo alpejskie |
| 36  | 2012, Londyn            | Ásdís Hjálmsdóttir          | Lekkoatletyka         |
| 37  | 2014, Soczi             | Sævar Birgisson             | Biegi narciarskie     |
| 38  | 2016, Rio de Janeiro    | Thormodur Jonsson           | Judo                  |
| 39  | 2018, Pjongczang        | Freydís Halla Einarsdóttir  | Narciarstwo alpejskie |
| 40  | 2020, Tokio             | Snæfríður Jórunnardóttir    | Pływanie              |
| 40  | 2020, Tokio             | Anton Sveinn McKee          | Pływanie              |